# Euro Galletti
Euro Galletti (Viareggio, 11 novembre 1927) è un ex calciatore italiano, di ruolo difensore.

## Carriera
Ha giocato tre stagioni in Serie B con la maglia della Salernitana, collezionando 62 presenze senza segnare gol. Ha giocato inoltre per la squadra della sua città. Ha svolto per parecchi anni l'allenatore di squadre giovanili.